# Die Kreuzen
Die Kreuzen war eine vierköpfige Avantgarde-Rockband aus Milwaukee. Gegründet wurde sie 1981 von Dan Kubinski (Gesang), Brian Egeness (Gitarre), Keith Brammer (Bass) und Eric Tunison (Schlagzeug). Diese Besetzung blieb bis zum Ausstieg von Brian Egeness und der anschließenden Bandauflösung Anfang 1992 unverändert.

## Geschichte
Sänger Kubinski und Gitarrist Egeness spielten in einer Band namens The Stellas und waren auf der Suche nach einem Schlagzeuger. Der ihnen aus der Musikszene von Milwaukee bekannte Bassist Brammer empfahl ihnen seinen Bekannten, den Schlagzeuger Tunison. Als der ursprüngliche Stellas-Bassist die Band verließ, wurde der Posten mit Brammer besetzt und die Band in Die Kreuzen umbenannt.
Einen Großteil des Werks von Die Kreuzen produzierte Butch Vig. Der große kommerzielle Durchbruch blieb ihnen über die ganze Dekade ihres Bestehens verwehrt, obgleich eine Reihe namhafter Musiker Die Kreuzen als bedeutsamen Einfluss für ihr eigenes Schaffen nennen (unter ihnen z. B. Sonic Youth oder Voivod). Es liegt nicht fern, den relativ ausbleibenden Erfolg der Kreuzen damit zu erklären, dass sie ihrer Zeit um einige Jahre voraus waren – fast zeitgleich mit Auflösung der Kreuzen entfachte Nirvanas Nevermind (ironischerweise ebenfalls eine Vig-Produktion) 1991 den Grunge-Hype, dem Die Kreuzen musikalisch bereits auf October File (1986) und Century Days (1988) vorgegriffen hatten.
2006 veröffentlichte Erosion Records mit Lean into It – A Tribute to Die Kreuzen einen Sampler, an dem der Projektkoordinator Mark Steven Hillstrom von 1996 bis 2005 arbeitete. Auf ihm würdigen 25 Bands das Werk von Die Kreuzen durch eigene Interpretationen von Stücken aus allen musikalischen Phasen von Die Kreuzen, darunter auch bekannte Namen wie Voivod, Brutal Truth, Napalm Death oder Mike Watt. Im Beiheft beschreibt Thurston Moore (Sonic Youth), wie eine gemeinsame Tour mit Die Kreuzen den musikalischen Ausdruck („dynamic gestalt“) seiner eigenen Band radikal weiterentwickelte, und bezeichnet sie als zu ihrer Zeit beste Band der USA: „Man there was a point there when die kreuzen were the best band in the USA. [...] Suddenly a new cerebral gate swung open so fucking fast that you felt yr brain rip out of yr skull. [...] A new approach to vocal shred, and a whole other world of time came into play.“
Dan Kubinski war ab 1998 eine Zeitlang Sänger und Bassist der Punk-/Metal-Band Decapitado.
Seit 2012 tritt Die Kreuzen in unregelmäßigen Abständen zu einzelnen Konzerten wieder auf, vorrangig in der Region Milwaukee, 2013 aber auch auf dem Roadburn Festival in den Niederlanden. Als Ersatz für Brian Egeness dient dabei Couch Flambeau (ex-Couch Flambeau).

## Stil
In ihrer frühen Phase war die Musik der Kreuzen unüberhörbar vom Hardcore Punk der Zeit beeinflusst; die Stücke waren schnell, hart und kurz (auf ihrem selbstbetitelten Debüt von 1984 spielen sie 21 Stücke in 29 Minuten). Das US-Musikmagazin Trouser Press bescheinigt der Band eine Wandlung von schnellen- einfachen Hardcore-Stücken voller „hyperkinetischer Energie“ hin zu mehr Dynamik in ihren und mehr Kontrolle über die Songs. Die Redakteure Ira Robbins und John Leland befanden allerdings, dass Kubinskis Gesang dabei auf allen Tonträgern „leidenschaftsloses Gekreische“ darstelle. Bereits das zweite Album October File (1986) unterscheidet sich extrem von seinem Vorgänger; die Band lässt ihrer Musik mehr Zeit, wodurch ihr unorthodoxes Songwriting besser erkennbar wird. Wirkte das Debüt noch recht homogen, klang hier jedes Stück neu und anders. Die folgenden Veröffentlichungen Century Days (1988), Gone Away (1989) und Cement (1990) sind konsequente Fortsetzungen der eingeschlagenen Entwicklung hin zum Avantgarde-Rock gewesen.

## Diskografie

### Alben
- 1984: Die Kreuzen (Touch and Go Records)
- 1986: October File
- 1988: Century Days
- 1989: Gone Away (EP)
- 1990: Cement

### Singles
- 1983: Cows & Beer
- 1989: Gone Away/Different Ways (live)
- 1990: Pink Flag/Land of Treason
- 1991: Big Bad Days/Gone Away (acoustic)